# Staiciovți, Pernik
Staiciovți (în bulgară Стайчовци) este un sat în comuna Trăn, regiunea Pernik,  Bulgaria. 

## Demografie
Componența etnică a satului Staiciovți
     Bulgari (100%)
     Nicio identificare (0%)
     Altele (0%)
La recensământul din 2011, populația satului Staiciovți era de 29 locuitori. Din punct de vedere etnic, toți locuitorii erau bulgari.